# Wijk bij Duurstede
Wijk bij Duurstede là một đô thị ở miền trung Hà Lan, ở tỉnh Utrecht.

## Các trung tâm dân cư
- Cothen
- Langbroek
- Wijk bij Duurstede

## Thành phố of Wijk bij Duurstede

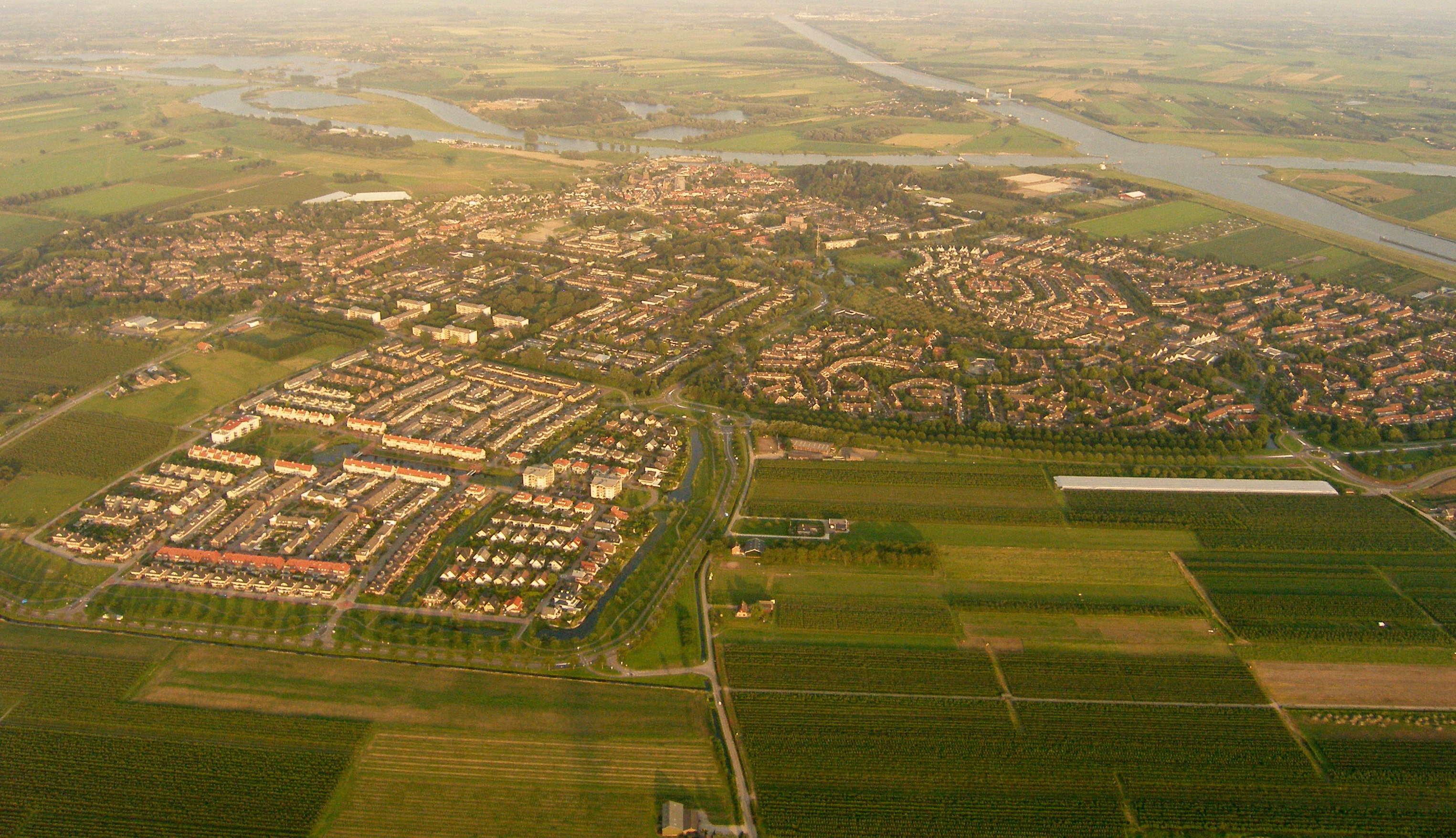
Thành phố nhìn từ không trung

Thành phố này có dân số năm 2007 là 23.377 người, nằm bên sông Rhine. Tại Wijk bij Duurstede, Kromme Rijn chia nhánh, và nhánh chính gọi là sông Lek ở hạ lưu Wijk bij Duurstede.
In Wijk bij Duurstede có một nhà thờ có tháp lớn ở phố chính. Wijk bij Duurstede nhận được tư cách thành phố năm 1300.